# Sebastián Mayorga
Sebastián Lorenzo Nicolás Mayorga (Sañogasta, Departamento Chilecito, La Rioja, Argentina, 6 de febrero de 1990) es un futbolista argentino. Juega de mediocampista y su primer equipo fue Racing Club. Actualmente se desempeña en Deportivo Español.

## Clubes
| Club                        | País      | Año           | PJ | Goles |
| --------------------------- | --------- | ------------- | -- | ----- |
| Racing Club                 | Argentina | 2010-2011     | 5  | 0     |
| Acassuso                    | Argentina | 2011-2012     | 10 | 0     |
| Defensores de Belgrano (VR) | Argentina | 2015          | 34 | 0     |
| Deportivo Español           | Argentina | 2016-presente | 20 | 0     |